# Happily Never After
Hasta que la muerte nos separe (título original: Happily Never After) fue una serie de televisión estadounidense con formato de documental. 
El 11 de junio de 2014, Investigation Discovery decidió anunciar la cancelación de la serie, motivo por el cual los 4 capítulos se transmitieron en julio. El último episodio salió al aire el 26 de julio del mismo año.

## Sinopsis
En el transcurso de cada episodio, la serie tendrá entrevistas con investigadores, oficiales de policía, amigos y familiares de las víctimas, hasta llegar al trágico desenlace de cada uno de los casos.

## Reparto
La serie está narrada por la presentadora Wendy Walsh.

## Producción

### Filmación
Las grabaciones de la serie comenzaron el 9 de julio de 2012.

### Desarrollo
La narradora Wendy Walsh afirmó que la serie documental está basada en hechos reales, y en un caso que le pasó a las víctimas que mueren en particular.
- Datos: Q30607884